# Gäa (Interessenverband)
Der Verband Gäa e. V. (kurz Gäa) ist ein Zusammenschluss von Landwirten, Erzeugern und Verarbeitern im Öko-Bereich mit dem Ziel, den biologischen Anbau in den neuen Bundesländern zu verbessern und zu fördern. Der Name leitet sich von dem altgriechischen Namen für die Titangöttin der Erde Gaia ab. Die Richtlinien der Gäa sind strenger als die EU-Bio-Verordnungen.

## Beschreibung
Gäa ist ein Anbauverband, dem Landwirte, Verarbeiter und Handelsfirmen angeschlossen sind. Der Verband vertritt in Deutschland 485 Biohöfe mit 51.000 Hektar Fläche, die zu 90 % in Ostdeutschland liegen. In Südtirol sind 35 Höfe dem Verband angeschlossen. Der Sitz des Verbandes ist Dresden. Obwohl der Verband ursprünglich nur in der DDR existierte und auch heute noch sein Schwerpunkt im Osten Deutschlands liegt, gibt es inzwischen auch kleinere Verbände z. B. in Bayern, Hessen und Südtirol.

## Ziele
Dem Arbeiten und Wirken von Gäa liegt der Gedanke zu Grunde, die Vielfalt von „Urmutter Erde“ zu schützen. Technologien wie die Gentechnik widersprechen nach Verbandsansicht diesem Grundprinzip und der ökologischen Wirtschaftsweise. Gäa lehnt daher nicht nur den Einsatz dieser Technologien ab, sondern engagiert sich auch für die Aufklärungsarbeit in der Bevölkerung und für die kritische Auseinandersetzung der politischen Entscheidungsträger mit diesen Themen. Auch setzt sich Gäa für den Schutz der Bienen ein und hat eine webbasierte Plattform geschaffen, auf der Imker und Verbandsbetriebe ihre Völker und Trachten kostenfrei einstellen können. Öko-Landwirten soll damit ein Mehrertrag gesichert werden, und Imker bekommen einen Zugang zu unbelasteten regionalen Flächen, um die Vitalität und Gesundheit ihrer Völker zu erhalten.

## Entwicklung
Der Ursprung der Gäa liegt in den Umweltbewegungen der 1980er Jahre in der DDR. Noch vor der Wende, nämlich im Mai 1989, gründete sich der Verband als erster Anbauverband der DDR in Dresden. Anfang der 1990er Jahre erfolgte ein stetiger Aufbau auf regionaler Ebene in Landesverbänden, die in der Gäa vereint sind. 1995 wurden die Gäa-Richtlinien anerkannt, und der Verein wurde in den Dachverband AGÖL aufgenommen. Weitere Landesverbände gründeten sich 1999 in Südtirol, 2001 in Hessen und 2002 in Bayern. 2002 wurde Gäa Gründungsmitglied im neuen Branchenverband BÖLW (Bund ökologische Lebensmittelwirtschaft). 2003 erhielt Gäa als Öko-Zertifizierer die IFOAM-Akkreditierung. Damit arbeiten Gäa-Bauern und -Hersteller auf international anerkanntem Niveau. Zur Ernte 2005 erhielt Gäa die BioSuisse Direktanerkennung – damit wurde der Marktzugang für Gäa-zertifizierte Verbandsware erneut verbessert.
Gäa ist seit 2007 Mitglied im Deutschen Naturschutzring.

## Name
Der Name Gäa stammt aus der altgriechischen Mythologie und leitet sich von der „Gaia“ – „Urmutter Erde“ ab. Der Bundesverband Gäa hat seine Wurzeln in der oppositionellen kirchlichen Umweltbewegung der ehemaligen DDR und wurde in Dresden gegründet, wo sich auch heute noch die Bundesgeschäftsstelle der Gäa e. V. – Vereinigung ökologischer Landbau befindet.

## Richtlinien
Die Gäa-Richtlinien gehören zu den strengsten in Deutschland. Spezifische Richtlinien gibt es in der Erzeugung für ökologische Fisch- und Teichwirtschaft, Pilzerzeugung, Wildfruchtsammlung und Bienenhaltung. Seit Beginn sind Naturschutzaspekte und soziale Richtlinien in den Gäa-Richtlinien fester Bestandteil und werden bei den jährlichen Kontrollen geprüft. Seit seiner Gründung entwickelt Gäa seine Anbaurichtlinien weiter, so dass Gäa-Bauern und die Verarbeiter nach konsequenteren Standards erzeugen und verarbeiten, als es die EU-Ökoverordnung vorschreibt.

## Zertifizierungssystem
Das Zertifizierungssystem unterliegt einer transparenten Darstellung in der gesamten Kette vom Erzeuger, über die Orte der Verarbeitung bis hin zu den Gäa-Handelspartnern. Auf der Internetseite der Gäa ist eine stets aktuelle Liste der Gäa-zertifizierten Vertragsbetriebe veröffentlicht.